# Rosa pinnatisepala
Rosa pinnatisepala är en rosväxtart som beskrevs av Tsue Chih Ku. Rosa pinnatisepala ingår i släktet rosor, och familjen rosväxter.

## Underarter
Arten delas in i följande underarter:
- R. p. glandulosa
- R. p. pinnatisepala